# Henk Rijnders
Hendrik (Henk) Rijnders (Ambarawa, 6 mei 1904 - San Diego, 8 februari 1979) was een Nederlands roeier. Eenmaal nam hij deel aan de Olympische Spelen, maar won bij die gelegenheid geen medaille.
Op de Olympische Spelen van 1924 in Parijs maakte hij op 19-jarige leeftijd zijn olympisch debuut op het roeionderdeel acht met stuurman. De roeiwedstrijden vonden plaats op een recht gedeelte van de rivier de Seine bij Argenteuil. De Nederlandse ploeg werden in de 2e serie derde en plaatste zich hierdoor niet voor de finale en ook niet voor de herkansing.
Rijnders was aangesloten bij studentenroeivereniging ASR Nereus in Amsterdam.
Henk Rijnders werd chirurg en werkte onder andere in het Binnengasthuis in Amsterdam. In 1951 emigreerde hij naar de VS waar hij bij de Aerospace Medical Association in Alamogordo, New Mexico ging werken. Hij veranderde zijn naam toen naar Henry Rynders.

## Palmares

### roeien (acht met stuurman)
- 1924: 3e in de series OS - onbekende tijd

Simon Bon · 
Cornelis Eecen · 
Antony Fennema · 
Roelof Hommema · 
Paul Maasland · 
Henk Rijnders · 
Gerrit Tromp · 
Egbertus Waller · 
Ted Cremer (stuurman)
- International Standard Name Identifier: 0000 0003 9762 0603
- Library of Congress Control Number: n83055663
- Nederlandse Thesaurus van Auteursnamen: 069937141
- Virtual International Authority File: 37309974
- WorldCat: E39PBJkT7FPdMhMThCKJy6RqcP